# Johnny Apollo
Johnny Apollo és una pel·lícula estatunidenca dirigida per Henry Hathaway, estrenada el 1940.

## Argument
Havent estat empresonat el seu pare per estafa, Bob se'n va de la casa familiar i esdevé el tinent del truà Dwyer, sota el nom de Johnny Apollo. Detingut al seu torn, troba el seu pare que és vigilant. Farà fracassar una evasió, després es reconciliarà amb el seu pare.

## Repartiment
- Tyrone Power: Bob Cain, alias Johnny Apollo
- Dorothy Lamour: Lucky Dubarry
- Edward Arnold: Robert "Pop" Cain Sr.
- Lloyd Nolan: Mickey Dwyer
- Charley Grapewin: Jutge ESra.tt T. Brennan
- Lionel Atwill: Jim Mc Laughlin
- Marc Lawrence: Bates
- Jonathan Hale: Dr. Brown
- Harry Rosenthal: el pianista
- Russell Hicks: Fiscal
- Fuzzy Knight: Guardià
- Charles Trowbridge: Jutge Penrose